# Vimianzo
Vimianzo est une commune de la province de La Corogne en Galice (Espagne).

## Mégalithisme
Vimianzo présente une grande richesse d'éléments archéologiques du mégalithisme. Il se distingue comme l'un des endroits avec la plus grande concentration de dolmens et de tumulus de toute la Galice. De plus, sur son territoire, on trouve certaines des grottes les plus uniques et caractéristiques, comme Pedra Cuberta, où Georg Leisner a localisé les premières peintures rupestres dans un dolmen au nord-ouest de la péninsule. Des travaux sont actuellement en cours pour déclarer le « Parc Mégalithique » afin de valoriser les monuments et de les sauvegarder (le dolmen de Pedra de Arca a été endommagé bien qu'il soit protégé comme Bien d'Intérêt Culturel). Un itinéraire touristique parcourt le territoire communal pour visiter différents monuments préhistoriques :
- Arca da Piosa (Baíñas)
- Arca do Rabós (Baíñas)
- Arquiña de Vilaseco (Castrelo)
- Casota de Freáns (Berdoyas)
- Mina de Recesindes (Carantoña)
- Pedra da Arca (Dumbría)
- Pedra Cuberta (Treos)
- Pedra da Lebre (Serramo)

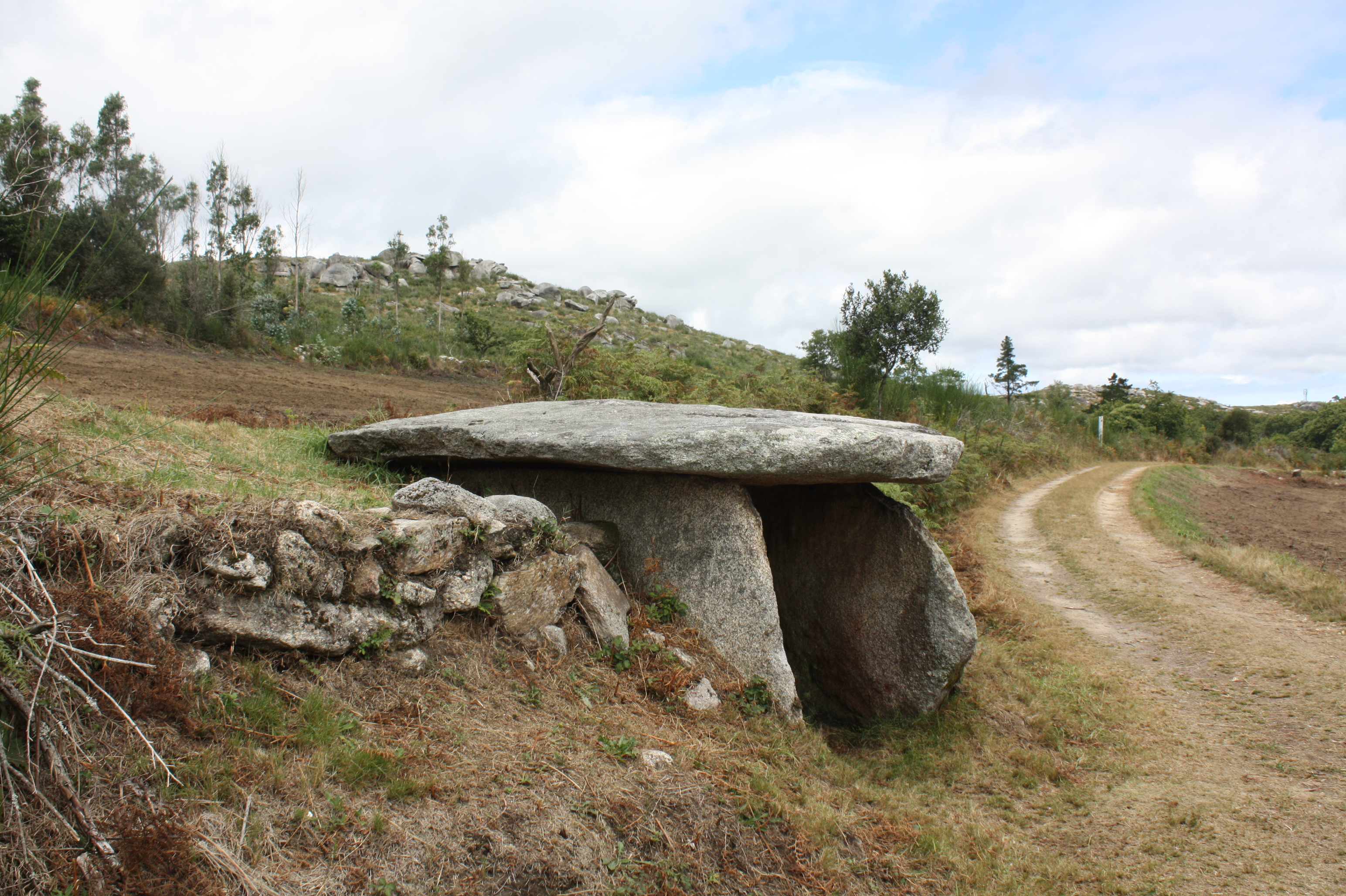
Casota de Freans

- Pedra Moura de Monte Carneo (Treos)

## Personnalités liées à la commune
- Manuel Rivas, un poète, écrivain, journaliste et poète galicien
- Martiño Rivas, un acteur espagnol